# Port Elgin, New Brunswick
Port Elgin är en ort i Kanada.   Den ligger i provinsen New Brunswick, i den östra delen av landet, 900 km öster om huvudstaden Ottawa. Antalet invånare är 418.
Terrängen runt Port Elgin är mycket platt. Havet är nära Port Elgin åt sydost. Runt Port Elgin är det mycket glesbefolkat, med 5 invånare per kvadratkilometer.. Port Elgin är det största samhället i trakten. 
I omgivningarna runt Port Elgin växer i huvudsak blandskog.